# Dompierre-les-Tilleuls
Dompierre-les-Tilleuls – miejscowość i gmina we Francji, w regionie Burgundia-Franche-Comté, w departamencie Doubs. Nazwa miejscowości pochodzi od imienia św. Piotra.
Według danych na rok 1990 gminę zamieszkiwało 207 osób, a gęstość zaludnienia wynosiła 16 osób/km² (wśród 1786 gmin Franche-Comté Dompierre-les-Tilleuls plasuje się na 539. miejscu pod względem liczby ludności, natomiast pod względem powierzchni na miejscu 289.).